# Шеріл Коул
Шеріл Енн Коул (англ. Cheryl Ann Cole, при народженні Твіді, англ. Tweedy; нар. 30 червня 1983, Ньюкасл-апон-Тайн, Велика Британія) — британська співачка, авторка пісень, танцюристка, музикантка, акторка та модель. 
Популярність здобула в 2002 році, співстворивши гурт Girls Aloud в реаліті-шоу телеканалу ITV Popstars: The Rivals. З Girls Aloud Коул випустила 21 сингл (всі вони увійшли в першу десятку UK Singles Chart, 4 сингли займали першу сходинку), п'ять студійних альбомів, один збірник найкращих хітів і два альбоми реміксів (два альбоми займали першу сходинку в UK Albums Chart), а також була п'ять разів номінована на Brit Awards, вигравши в номінації «Найкращий сингл» за пісню «The Promise».
У 2008 році Шеріл Енн Коул увійшла в склад журі на британському реаліті-шоу The X Factor. Її перший сольний сингл, «Fight for This Love» зайняв перші сходинки в британському та ірландському чартах і став найшвидше продаваним синглом 2009 року. Її дебютний сольний альбом «3 Words» досягнув такого же успіху. Шеріл Коул також визнається «іконою стилю», з'являлась на обкладинках британського «Vogue», «Elle» та «Harper's Bazaar». 2009 року стала новим обличчям «L'Oréal».

## Ранні роки
Шеріл Енн Твіді народилася в Ньюкаслі четвертою з п'яти дітей своєї матері (Джоан Каллаган) і старшою дитиною батька (Гері Твіді). У Шеріл є молодший повнорідний брат Гаррі (нар. у 1987 році в Ньюкаслі), а також троє старших єдиноутробних (брати Джозеф та Ендрю і сестра Джилліан). Її батьки ніколи не були одружені; вони розійшлись, коли Шеріл було 11 років.
Шеріл цікавилась танцями з раннього віку, почала займатися з чотирьох років. В 9 років вступила в школу The Royal Ballet. Окрім цього, Шеріл виграла численні модельні конкурси, а також з'явилась в двох рекламах «Centrica» зі своїм молодшим братом Гаррі.
Шеріл навчалась у Walker Comprehensive School в Ньюкаслі. Після школи влаштувалась працювати офіціанткою в ресторан.

## Кар'єра

### 2002-даний час: Girls Aloud
Шеріл Твіді пройшла кастинг на реаліті-шоу Popstars: The Rivals у 2002 році, заспівавши пісню «Have you ever» гурту S Club 7. Програма, що є другою британською серією міжнародної франшизи Popstars, показувала створення двох протиборчих гуртів — «хлопчачого» і «дівочого», кожен з яких складався з п'яти осіб. Потім створення гурту конкурували один з одним за перше місце в UK Singles Chart. Кілька тисяч осіб узяли участь в кастингах по всій Великій Британії в надії стати учасниками реаліті-шоу. Журі — британський продюсер Піт Вотерман, ірландський музичний менеджер Луїс Волш і співачка Джері Галлівелл — вибрали до фіналу 10 дівчат і 10 хлопців. Ці фіналісти виходили на сцену кожну суботу з живими виступами (дівчата і хлопці за чергою). Кожний тиждень учасник, що набрав найменшу кількість голосів за результатами телефонного голосування, залишав шоу. Надін Койл, Сара Гардінг, Нікола Робертс, Кімберлі Волш і Шеріл Коул утворили новий гурт Girls Aloud за результатми глядацького голосування на 30 листопада 2002 року.
Дебютний сингл гурту Sound of the Underground досягнув першого місця в UK Singles Chart. Girls Aloud проводили запис синглу протягом найкоротшого часу між утворення гурту і досягнення першого місця в чарті. Гурт випустив свій дебютний альбом, Sound of the Underground, 23 травня 2003 року, який стартував в чартах з другої сходинки і в том ж році отримав статус платинового.
Починаючи з 2003 року, Girls Aloud випустили ще 20 синглів — всі вони увійшли в першу десятку UK Singles Chart, 15 з них сягнули першої п'ятірки. Сингли «I'll stand by you», «Walk this way» та «The Promise» займали перше місце. Два їхніх альбоми досягали першої сходинки в UK Album Chart (збірка найкращих хітів The Sound of Girls Aloud: Greatest Hits та Out of Control), обидва увійшли в чарт з першої сходинки. Girls Aloud були п'ятиразово номіновані на Brit Awards та виграли у 2009 році в номінації «найкращий сингл» за пісню «The Promise».
Girls Aloud стали одним з небагатьох успішних проєктів реаліті-шоу та заробили капітал в 25 мільйонів фунтів стерлінгів в травні 2009 року. У 2007 році Книга рекордів Гіннесса назвала Girls Aloud «найуспішнішим гуртом з реаліті-шоу». Гурт продав десять мільйонів копій в усьому світі.
У 2009 році Girls Aloud вирішили взяти річну перерву, щоб зайнятись сольними проєктами, але возз'єднатися в 2010 році для нового студійного альбому. В серпні 2010 року Нікола Робертс сказала, що возз'єднання гурту навряд чи відбудеться раніше 2012 року.

### 2009–2010: початок сольної кар'єри
Перший сольний досвід Шеріл Коул відбувся ще в 2008 році, коли вона взяла участь в запису композиції Will.i.am — «Heartbreaker».
В квітні 2009 року співачка почала працювати над сольним матеріалом. Її дебютний альбом, 3 Words, був виданий у Великій Британії 26 жовтня 2009 року. Записуючись у Лос-Анджелесі та Лондоні, Коул співпрацювала з Will.i.am, який став виконавчим продюсером альбому.
Альбом провів два тижні на першій сходинці. 6 листопада 2009 року альбом отримав статус платинового.
Першим синглом з альбому стала пісня «Fight for This Love». Після виступу на The X Factor, «Fight for This Love» став четвертим в списку найпродаваніших синглів 2009 року у Великій Британії. Він посів перше місце в британському та ірландському чартах. У 2010 році «Fight for This Love» був виданий в Європі і досяг високих сходинок у Данії, Норвегії, Угорщині та Швеції. Сингл пізніше став платиновим у Великій Британії.
Другий сингл Шеріл Коул, «3 Words», записаний в дуеті з Will.i.am, став четвертим у Великій Британії та сьомим в Ірландії. Третій сингл, «Parachute», увійшов в першу п'ятірку у Великій Британії та Ірландії.

### 2010–2011:Messy Little Raindrops
В січні 2010 року було оголошено, що Шеріл Коул виступатиме на підігріві у Black Eyed Peas в їхньому світовому турне на підтримку альбому The E.N.D. під час виступів у Великій Британії. На початку 2010 року Коул також сказала, що почала працювати над другим сольним альбомом, який планує видати найближчим часом. Співак і композитор Раян Теддер підтвердив, що він був в студії і записував новий матеріал з Коул. Також співачка Еллі Голдінг в своєму інтерв'ю підтвердила, що писала пісні для нового альбому Коул.
Деякі інші продюсери та автори також висловили зацікавленість у співпраці з Коул — Джим Бінз, Ашер, Ne-Yo та Ріанна.
Пізніше стало відомо, що другий альбом Шеріл Коул матиме назву «Messy Little Raindrops» і буде виданий першого листопада 2010 року. Перший сингл з альбому, пісня «Promise This», був виданий 24 жовтня і став другим синглом Коул, що досяг першого місця в британському чарті. Прем'єра відеокліпу на цю пісню відбулась 18 вересня на телеканалі ITV2. Альбом був виданий через тиждень після виходу першого синглу. Він досяг другої сходинки в ірландському чарті і першої — в британському чарті. Другим синглом з альбому «Messy Little Raindrops» стала пісня «The Flood». Дата офіційного релізу — 2 січня 2011 року, але перша поява пісні в чартах відбулась в листопаді 2010 року. «The Flood» став першим синглом Шеріл Коул, що не досяг першої п'ятірки в британському чарті — піковою сходинкою для нього стала вісімнадцята сходинка.

### 2011— сьогодення:A Million Lights
У липні 2011 року стало відомо, що Шеріл Коул почала роботу над третім сольним альбомом. В тому ж місяці Far East Movement підтвердили, що були в студії разом з Коул та Will.i.am. У вересні Тайо Круз також підтвердив свою співпрацю з Коул. В січні 2012 року було повідомлено, що Шеріл Коул та Ріанна збираються записати дует для третього альбому Коул — вони подружилися після того, як зустрілись на церемонії Brit Awards у 2011 році і пізніше в турі Ріанни The Loud Tour.
1 квітня Коул оголосила, що перший сингл з третього альбому називатиметься «Call My Name». Прем'єра пісні відбулась 20 квітня на радіо Capital FM. Пісня була написана і спродюсована Кельвіном Гаррісом, режисером музичного відео виступив Ентоні Мендлер. 18 квітня стало відомо, що третій альбом називається A Million Lights і буде виданий 18 червня. Також Шеріл Коул оголосила, що позбувається прізвища колишнього чоловіка і буде продовжувати кар'єру як Шеріл.

### Книги
У жовтні 2008 року Шеріл Коул брала участь в написанні книги «Dreams that Glitter — Our Story», автобіографії учасниць Girls Aloud. У квітні 2009 року було повідомлено, що Коул підписала п'ятимільйонний контракт з книжковим видавництвом HarperCollins на п'ять романів для компанії. Поки що жоден з них не був виданий. Перша офіційна книга Шеріл Коул, яка отримала назву Through My Eyes, була видана 30 вересня 2010 року видавництвом Bantam Press.

## Особисте життя
11 січня 2003 року Шеріл була втягнена в сварку з працівницею нічного клубу «The Drink» в Гілфорді. Як наслідок її звинувачено в бійці і образливих висловлюваннях на расовому ґрунті. На суді Шеріл пояснювала все самозахистом і заперечувала факт образи. У результаті її засудили до 120 годин громадських робіт і штрафу.
Почала зустрічатися з футболістом Ешлі Коулом у 2004 році і оголосила про це в червні 2005. Пара обвінчалася 15 липня 2006. Вони підписали ексклюзивний контракт з журналом OK! Вартістю в один мільйон фунтів стерлінгів щодо прав на фотографії. У січні 2008 року дехто Еймі Волтон розповіла про свій зв'язок з Ешлі Коулом в інтерв'ю для The Sun. Модель Брук Хілі стверджувала, що вона провела ніч з Коулом у грудні 2006 року. Після цього просування нового синглу Girls Aloud, «Can't Speak French», було відкладене, а Шеріл перестала носити обручку. Однак пара помирилася. Після скандальних подружніх проблем в листопаді 2009 року Ешлі опублікував фотографію обручки Шеріл на своїй сторінці в Twitter з повідомленням «3 words. Diamonds Are Forever / Три слова. Діаманти залишаються назавжди». На початку 2010 року з'явилися повідомлення про те, що Ешлі зрадив Шеріл зі ще п'ятьма жінками. 23 лютого Шеріл оголосила, що вона йде від чоловіка, і попросила ЗМІ поважати їх особисте життя. 26 травня 2010 вона подала на розлучення. Під час прослуховування на The X Factor 22 червня Саймон Ковелл представив її як Шеріл Твіді. У жовтні 2010 року в інтерв'ю для The Guardian Шеріл сказала, що продовжуватиме виступати під прізвищем Коул, тому що повернення до дошлюбного прізвища виглядало б так, ніби вона соромиться свого шлюбу.
Шеріл Коул зустрічається з Ліам Пейн. У пари є син.
У 2009 році Шеріл Коул оголосила про свою підтримку Лейбористської партії на парламентських виборах 2010 року.
3 липня 2010 року, незабаром після повернення з Танзанії, Шеріл Коул, після втрати свідомості, була екстрено госпіталізована і діагностована з малярією. Її стан, попри лікування, швидко і сильно гіршав, незабаром публіці був повідомлений вердикт лікарів Коул — жити їй залишилося не більше 24 годин. Але вона вижила. 

## Визнання
Після появи на The X Factor, ЗМІ проголосили Шеріл Коул «новою улюбленицею нації». Саймон Ковелл сказав, що «тепер вона повинна бути найпопулярнішою особою на телебаченні». Портрет, що зображає Шеріл Коул у вигляді Ангела Півночі, був створений Лі Джонсом.
У 2009 році журналом FHM Коул була названа «найсексуальнішою жінкою в світі». У березні 2010 року The Good Surgeon Guide присвоїв їй статус «жінки десятиліття, що найбільше надихає».
Також Шеріл Коул була відмічена у творчості поп-співачки Лілі Аллен: бі-сайдом до її дебютного синглу «Smile» стала пісня «Cheryl Tweedy», що містить рядок «хочу виглядати як Шеріл Твіді». Слова були сприйняті Шеріл як комплімент, але пізніше Аллен відзначила, що це було сказано з іронією.

## Дискографія

### Сольна дискографія
Альбоми:
- 3 Words (2009)
- Messy Little Raindrops (2010)
- A Million Lights (2012)
- Only Human (2014)

Сингли:
- Will.i.am feat Cheryl Cole — «Heartbreaker» (2008)
- «Fight for This Love» (2009)
- «3 Words» (2009)
- «Parachute» (2010)
- «Promise This» (2010)
- «The Flood» (2011)
- «Call My Name» (2012)
- «Under The Sun» (2012)
- «Ghetto Baby» (2012)